# Кагарлицька сільська рада
Кагарли́цька сільська́ ра́да — колишня адміністративно-територіальна одиниця та орган місцевого самоврядування в Біляївському районі Одеської області. Адміністративний центр — село Кагарлик.

## Загальні відомості
Кагарлицька сільська рада утворена в 1967 році.
- Територія ради: 66,283 км²
- Населення ради: 1 637 осіб (станом на 2001 рік)

## Населені пункти
Сільській раді були підпорядковані населені пункти:
- с. Кагарлик

## Населення
Згідно з переписом 1989 року населення сільської ради становило 1641 особа, з яких 797 чоловіків та 844 жінки.
За переписом населення 2001 року в сільській раді мешкало 1466 осіб.

### Мова
Розподіл населення за рідною мовою за даними перепису 2001 року:
| Мова       | Відсоток |
| ---------- | -------- |
| українська | 59,19 %  |
| російська  | 36,53 %  |
| молдовська | 1,53 %   |
| білоруська | 0,18 %   |
| болгарська | 0,18 %   |
| гагаузька  | 0,18 %   |

## Склад ради
Рада складалася з 16 депутатів та голови.
- Голова ради: Вишневський Іван Іванович
- Секретар ради: Лавренюк Надія Леонідівна

### Керівний склад попередніх скликань
Примітка: таблиця складена за даними сайту Верховної Ради України

### Депутати
За результатами місцевих виборів 2010 року депутатами ради стали:

#### За суб'єктами висування
| Суб'єкт висування | Кількість обраних депутатів | %    |
| ----------------- | --------------------------- | ---- |
| Партія регіонів   | 14                          | 87,5 |
| Народна партія    | 2                           | 12,5 |

#### За округами
| № округу        | Прізвище, ім'я, по батькові     | Дата визнання обраним | Освіта             | Партійна приналежність | Відомості про обраного депутата                      |
| --------------- | ------------------------------- | --------------------- | ------------------ | ---------------------- | ---------------------------------------------------- |
| Народна Партія  |                                 |                       |                    |                        |                                                      |
| 8               | Глод Алла Гаврилівна            | 08.11.2010            | середня спеціальна | член Народної партії   | ЧП «Деменко Л.Б», продавець                          |
| 13              | Киртока Володимир Миколайович   | 08.11.2010            | середня спеціальна | член Народної партії   | приватний підприємець                                |
| Партія регіонів |                                 |                       |                    |                        |                                                      |
| 1               | Зоріна Світлана Михайлівна      | 08.11.2010            | середня спеціальна | позапартійна           | Кагарлицький дитячий садок, бухгалтер                |
| 2               | Білоус Інна Володимирівна       | 08.11.2010            | вища               | член Партії регіонів   | Кагарлицька сільська рада, спеціаліст — соцпрацівник |
| 3               | Лавренюк Надія Леонідівна       | 08.11.2010            | вища               | позапартійна           | Кагарлицька сільська рада, секретар                  |
| 4               | Гончарук Інна Михайлівна        | 08.11.2010            | середня спеціальна | позапартійна           | Кагарлицьке поштове відділення, начальник            |
| 5               | Шулятицька Інна Олексіївна      | 08.11.2010            | вища               | член Партії регіонів   | пенсіонер                                            |
| 6               | Шелудченко Михайло Миколайович  | 08.11.2010            | середня спеціальна | член Партії регіонів   | Кагарлицька загальноосвітня школа, електрик          |
| 7               | Жебко Світлана Миколаївна       | 08.11.2010            | вища               | позапартійна           | Кагарлицька загальноосвітня школа, вчитель історії   |
| 9               | Зеленюк Андрій Анатолійович     | 08.11.2010            | вища               | член Партії регіонів   | тимчасово не працює                                  |
| 10              | Нестеренко Віра Олексіївна      | 08.11.2010            | вища               | позапартійна           | Кагарлицька сільська рада, землевпорядник            |
| 11              | Калугіна Марина Григорівна      | 08.11.2010            | середня            | член Партії регіонів   | домогосподарка                                       |
| 12              | Рижкіна Світлана Іванівна       | 08.11.2010            | вища               | член Партії регіонів   | Кагарлицька загальноосвітня школа, вчитель біології  |
| 14              | Шепітко Раїса Василівна         | 08.11.2010            | середня            | член Партії регіонів   | Кагарлицька сільська рада, головний бухгалтер        |
| 15              | Швець Олександр Григорович      | 08.11.2010            | середня спеціальна | член Партії регіонів   | пенсіонер                                            |
| 16              | Рябошапченко Світлана Василівна | 08.11.2010            | середня спеціальна | позапартійна           | домогосподарка                                       |